# Gråryggig lövletare
Gråryggig lövletare (Dendroma erythroptera) är en fågel i familjen ugnfåglar inom ordningen tättingar.

## Utseende
Gråryggig lövletare är en gråbrun ugnfågel med rödaktiga vingar och stjärt. På huvudet syns endast ett svagt ögonstreck och gul anstrykning på ansikte och strupe, olikt de flesta andra lövletare som har tydligt ögonrynsstreck eller avgränsad strupfläck. Även kontrast mellan roströda vingar, grå kropp och gulaktiga ansiktet och strupen är unikt.

## Utbredning och systematik
Gråryggig lövletare delas in i två underarter:
- Dendroma erythroptera erythroptera – förekommer från sydöstra Colombia till södra Venezuela, norra Bolivia och västra Amazonområdet i Brasilien
- Dendroma erythroptera diluviala – förekommer i nord-centrala Brasilien (nedre Rio Tapajós)

### Släktestillhörighet
Gråryggig lövletare placeras traditionellt i släktet Philydor. Genetiska studier har dock visat att arterna i släktet inte står varandra närmast. Gråryggig lövletare och dess nära släkting gulpannad lövletare är i stället närmast släkt med Clibanornis och har därför lyfts ut till ett eget släkte, Dendroma.

## Levnadssätt
Gråryggig lövletare hittas i högväxt regnskog. Där ses den födosöka rätt högt upp i träden, ofta som en del av kringvandrande artblandade flockar.

## Status och hot
Arten har ett stort utbredningsområde, men tros minska i antal, dock inte tillräckligt kraftigt för att den ska betraktas som hotad. Internationella naturvårdsunionen IUCN listar arten som livskraftig (LC).